# Pierre Pousse
Pour les articles homonymes, voir Pousse.
Temple de la renommée français : 2021
Pierre Pousse (né le 27 février 1966 à Strasbourg) est un joueur et entraîneur français de hockey sur glace. 

## Carrière de joueur
Attaquant (Centre), il commence sa carrière en junior avec les Castors de Saint-Jean dans la Ligue de hockey junior majeur du Québec en 1983. Il remporte à plusieurs reprises le championnat de France avec SC Saint Gervais en 1986, et avec le HC Mont-Blanc en 1987 et 1988. En 1989-1990 et de 1992 à 2000, il fait les belles heures de l'équipe d'Amiens (Hockey Club Amiens Somme) avec laquelle il remporte la coupe Magnus en 1999.

## Carrière d'entraîneur
De 2004 à 2018, il est entraîneur de l'équipe de France masculine avec Dave Henderson. À partir de 2020, il est chargé de l'équipe de France féminine.

## Honneurs et trophées
- Trophée Albert-Hassler - Meilleur joueur français :
  - 1993 avec Amiens
  - 1988 avec Mont Blanc
- Trophée Jean-Pierre-Graff - Meilleur espoir :
  - 1985 : avec Saint-Gervais

## Vie privée
Le 30 mars 2016, il est victime d'un accident de la route, percutant la voiture d'un octogénaire qui roulait à contre-sens sur l'A40, où sa femme Violette Mazza décède à l'hôpital d'Annecy.